# مجلس حماية البيانات الأوروبي
المجلس الأوروبي لحماية البيانات European Data Protection Board ( EDPB ) هو وكالة مستقلة تابعة للاتحاد الأوروبي تهدف لضمان التطبيق المتسق للائحة العامة لحماية البيانات وتعزيز التعاون بين سلطات حماية البيانات في الاتحاد الأوروبي. في 25 مايو 2018، حل المجلس الأوروبي لحماية البيانات محل فريق عمل المادة 29 [الإنجليزية]. 

## المهام
تتضمن اختصاصات المجلس الأوروبي لحماية البيانات إصدار المبادئ التوجيهية والتوصيات، وتحديد أفضل الممارسات المتعلقة بتفسير وتطبيق اللائحة العامة لحماية البيانات،  تقديم المشورة للمفوضية الأوروبية بشأن المسائل المتعلقة بحماية البيانات الشخصية في المنطقة الاقتصادية الأوروبية، واعتماد الآراء لضمان اتساق تطبيق اللائحة العامة لحماية البيانات من قبل السلطات الإشرافية الوطنية، ولا سيما فيما يتعلق بالقرارات التي لها آثار عابرة للحدود. بالإضافة إلى ذلك، تم تكليف المجلس بالعمل كهيئة لتسوية المنازعات في حالة النزاع بين السلطات الوطنية المتعاونة في الإنفاذ في سياق القضايا العابرة للحدود، وتشجيع تطوير مدونات قواعد السلوك وإنشاء آليات إصدار الشهادات في مجال حماية البيانات. وتعزيز التعاون والتبادل الفعال للمعلومات والممارسات الجيدة بين السلطات الإشرافية الوطنية.

## الرئاسة
يمثل المجلس الأوروبي لحماية البيانات رئيسه الذي يتم انتخابه من بين أعضاء المجلس بالأغلبية البسيطة لمدة خمس سنوات قابلة للتجديد مرة واحدة. وتنطبق نفس إجراءات الانتخاب ومدة الولاية على نائبي الرئيس.
ويتولى رئاسة مجلس الإدارة حاليًا كل من: 
- آنوو تالوس [الفنلندية] - الرئيس[12] (اعتبارا من 2020)
- ايرين لويزيدو نيكولايدو - نائب الرئيس
- أليد ولفسن - نائب الرئيس

## أعضاء المجلس
يتألف مجلس الإدارة من ممثلين عن سلطات حماية البيانات الوطنية لـ 27 الاتحاد الأوروبي و3 دول المنطقة الاقتصادية الأوروبية ورابطة التجارة الحرة الأوروبية والمشرف الأوروبي على حماية البيانات (EDPS). 

## الروابط الخارجية
- الموقع الرسمي للمجلس
- موقع المفوضية الأوروبية على EDPB
- الموقع الرسمي للاتحاد الأوروبي EDPB